# Всесвітній сіоністський конгрес
Всесвітній сіоністський конгрес  (Іврит: הקונגרס הציוני העולמי HaKongres HaTsioni HaOlami) - збори представників світового єврейства, започатковані у 1897 році під керівництвом Теодора Герцля в Базелі (Швейцарія) і які є керівним та законодавчим органом Всесвітньої сіоністської організації (WZO) . Всесвітня сіоністська організація обирає посадових осіб і визначає політику WZO та Єврейського агентства в тому числі "визначення розподілу коштів". Будь-який єврей віком від 18 років, який належить до сіоністської асоціації, має право голосу, а кількість обраних делегатів Конгресу становить 500 . 38% делегатів із Ізраїлю, 29% із США та 33% до решти країн діаспори. Крім того, є близько 100 делегатів, які призначаються міжнародними організаціями (наприклад, B'nai B'rith, див. нижче), пов'язаними з Всесвітньою сіоністською організацією (WZO) .
Після Першого сіоністського конгресу в 1897 році сіоністський конгрес збирався щороку до 1901 року, потім кожні два роки з 1903 по 1913 рік і з 1921 по 1939 рік. До 1946 року конгрес проводився кожні два роки в різних містах Європи, за винятком перерв під час дві світові війни. Метою конгресу було побудувати інфраструктуру для сприяння справі поселення євреїв у Палестині. З часів Другої світової війни зустрічі відбуваються приблизно кожні чотири роки. Крім того, з моменту створення Держави Ізраїль Конгрес збирався кожні чотири-п’ять років в Єрусалимі .
38-й Всесвітній сіоністський конгрес відбувся у 2020 році..

## Організація
Всесвітній сіоністський конгрес відомий також як Парламент єврейського народу, є найважливішими й наобсяжнішими демократичними зборами євреїв з усього світу. Будь-який представник єврейської нації, на момент скликання Конгресу якому виповнилось 18 років і який входить до сіоністського руху, має право голосу на конгресі.
|  | Every Jew who has reached the age of 18 in the year of the opening of the Congress and is a member in good standing of the Zionist Federation shall be entitled to vote to Congress as set out in the Regulations for the Membership Drive (Resolution 22 of the Zionist General Council, January 1976). |

Мовою Конгресу спочатку була німецька, а з 1933 року — англійська.

## Представники Всесвітнього сіоністського конгресу
До Всесвітнього сіоністського конгресу входять представники Всесвітніх сіоністських союзів, жіночих сіоністських організацій з особливим статусом і міжнародних єврейських організацій.

## Хід Конгресу
Сіоністським Конгресом керує Президія Конгресу. Обговорення Конгресу поділяються на п'ять етапів :
- Відкриття Конгресу, включаючи промову Голови Виконавчої Ради та інші виступи, визначені порядком денним, обрання Президії Конгресу, звіт Голови Сіоністського Верховного Суду про результати виборів, звіти членів  Сіоністської Виконавчої Ради в додаток до друкованого звіту, вибори до комітетів Конгресу.
- Обрання нової Виконавчої Ради за пропозицією Постійного комітету Конгресу.
- Засідання комітетів.
- Звіти комісій та голосування за подані ними проекти рішень. Звіт Постійного комітету та голосування щодо його пропозицій щодо членів Генеральної сіоністської ради, Ревізора та Правових установ
- Церемонія закриття конгресу.

## Історія конгресів
Перший сіоністський конгрес (від 29 по 31 серпня 1897 року) мав на меті створення для єврейського народу в Палестині батьківщини, що була б визнана міжнародним правом. На конгресі було ухвалено сіоністську програму — т. зв. «Базельську програму» і для втілення в життя цілей конгресу створено виконавчий орган — Сіоністську організацію (СО) . У роботі першого конгресу взяло участь 204 делегата з єврейських общин 17 країн. Прикметно, що перший конгрес планували провести в Мюнхені, проте через протидію ортодоксальної общини міста і «протестраббінерів» (прибічників антісіоністської декларації, підписаної в 1890 р. трьома лідерами реформістських общин Німеччини) його проведення довелось перенести до Базелю..
Надалі Сіоністський конгрес збирався щороку між 1897 і 1901 роками, потім, за винятком воєнних років, кожні два роки (1903—1913, 1921—1939). У 1942 році відбулася «Надзвичайна сіоністська конференція», яка оголосила про фундаментальний відхід від традиційної сіоністської політики з вимогою «щоб Палестина була створена як Єврейська Співдружність». Це стало офіційною позицією сіоністів щодо кінцевої мети руху. З часів Другої світової війни зустрічі проводилися приблизно кожні чотири роки, а з часу створення Держави Ізраїль Конгрес проводиться в Єрусалимі.
35-й за ліком конгрес відбувся в червні 2006 року, 36-й — у 2010 році, 37-й — у 2015, а 38-й — у 2020 році
| Номер конгресу          | Місто                   | Країна           | Рік  |
| ----------------------- | ----------------------- | ---------------- | ---- |
| 1 Сіоністський Конгрес  | Базель                  | Швейцарія        | 1897 |
| 2 Сіоністський Конгрес  | Базель                  | Швейцарія        | 1898 |
| 3 Сіоністський Конгрес  | Базель                  | Швейцарія        | 1899 |
| 4 Сіоністський Конгрес  | London                  | Великобританія   | 1900 |
| 5 Сіоністський Конгрес  | Базель                  | Швейцарія        | 1901 |
| 6 Сіоністський Конгрес  | Базель                  | Швейцарія        | 1903 |
| 7 Сіоністський Конгрес  | Базель                  | Швейцарія        | 1905 |
| 8 Сіоністський Конгрес  | Гаага                   | Нідерланди       | 1907 |
| 9 Сіоністський Конгрес  | Гамбург                 | Німецька Імперія | 1909 |
| 10 Сіоністський Конгрес | Базель                  | Швейцарія        | 1911 |
| 11 Сіоністський Конгрес | Відень                  | Австро-Угорщина  | 1913 |
| 12 Сіоністський Конгрес | Карлсбад (Карлові Вари) | Чехословакія     | 1921 |
| 13 Сіоністський Конгрес | Карлсбад (Карлові Вари) | Чехословакія     | 1923 |
| 14 Сіоністський Конгрес | Відень                  | Австрія          | 1925 |
| 15 Сіоністський Конгрес | Базель                  | Швейцарія        | 1927 |
| 16 Сіоністський Конгрес | Цюрих                   | Швейцарія        | 1929 |
| 17 Сіоністський Конгрес | Базель                  | Швейцарія        | 1931 |
| 18 Сіоністський Конгрес | Прага                   | Чехословакія     | 1933 |
| 19 Сіоністський Конгрес | Люцерн                  | Швейцарія        | 1935 |
| 20 Сіоністський Конгрес | Цюрих                   | Швейцарія        | 1937 |
| 21 Сіоністський Конгрес | Женева                  | Швейцарія        | 1939 |
| 22 Сіоністський Конгрес | Базель                  | Швейцарія        | 1946 |
| 23 Сіоністський Конгрес | Єрусалим                | Ізраїль          | 1951 |
| 24 Сіоністський Конгрес | Єрусалим                | Ізраїль          | 1956 |
| 25 Сіоністський Конгрес | Єрусалим                | Ізраїль          | 1960 |
| 26 Сіоністський Конгрес | Єрусалим                | Ізраїль          | 1964 |
| 27 Сіоністський Конгрес | Єрусалим                | Ізраїль          | 1968 |
| 28 Сіоністський Конгрес | Єрусалим                | Ізраїль          | 1972 |
| 29 Сіоністський Конгрес | Єрусалим                | Ізраїль          | 1978 |
| 30 Сіоністський Конгрес | Єрусалим                | Ізраїль          | 1982 |
| 31 Сіоністський Конгрес | Єрусалим                | Ізраїль          | 1987 |
| 32 Сіоністський Конгрес | Єрусалим                | Ізраїль          | 1992 |
| 33 Сіоністський Конгрес | Єрусалим                | Ізраїль          | 1997 |
| 34 Сіоністський Конгрес | Єрусалим                | Ізраїль          | 2003 |
| 35 Сіоністський Конгрес | Єрусалим                | Ізраїль          | 2006 |
| 36 Сіоністський Конгрес | Єрусалим                | Ізраїль          | 2010 |
| 37 Сіоністський Конгрес | Єрусалим                | Ізраїль          | 2015 |
| 38 Сіоністський Конгрес | Єрусалим                | Ізраїль          | 2020 |

## Виноски і примітки
1. ↑  World Zionist Organization (WZO). www.jewishvirtuallibrary.org. Процитовано 30 квітня 2024.
2. 1 2  38th World Zionist Congress Elections. American Zionist Movement (амер.). Процитовано 30 квітня 2024.
3. ↑  The Zionist Century | Concepts | Zionist Congresses. web.archive.org. 21 серпня 2008. Архів оригіналу за 21 серпня 2008. Процитовано 30 квітня 2024.
4. ↑  http://www.jewishagency.org/NR/rdonlyres/056BA126-0B81-48C2-8994-93D1021ECED3/15904/rules.doc [Архівовано 3 жовтня 2008 у Wayback Machine.] Rules for the election of delegates to the zionist congress
5. ↑  World Zionist Organization.
6. ↑  Сіоністські конгреси // Электронная еврейская энциклопедия. (рос.)
7. ↑  http://www.jewishvirtuallibrary.org/jsource/vjw/swiss.html [Архівовано 22 січня 2017 у Wayback Machine.] The First Zionist Congress and the Basel Program
8. 1 2  American Jewish Year Book Vol. 45 (1943—1944) Pro-Palestine and Zionist Activities, pp 206—214 [Архівовано 2019-08-03 у Wayback Machine.]
9. ↑  Michael Oren, Power, Faith and Fantasy, Decision at Biltmore, pp 442—445
10. ↑  The 37th Zionst Congress. www.wzo.org.il. Архів оригіналу за 26 травня 2021. Процитовано 26 травня 2021.
11. ↑  Bernstein, Jesse (15 січня 2020). Diaspora Jews Have Their Say: World Zionist Congress 2020. Jewish Exponent (амер.). Архів оригіналу за 18 квітня 2021. Процитовано 26 травня 2021.